# Lac Frotet
Lac Frotet är en sjö i Kanada.   Den ligger i regionen Nord-du-Québec och provinsen Québec, i den östra delen av landet, 600 km norr om huvudstaden Ottawa. Lac Frotet ligger 372 meter över havet. Arean är 49 kvadratkilometer. Den sträcker sig 9,7 kilometer i nord-sydlig riktning, och 16,5 kilometer i öst-västlig riktning.
Trakten runt Lac Frotet är nära nog obefolkad, med mindre än två invånare per kvadratkilometer.